# Argina pulchra
Argina pulchra là một loài bướm đêm thuộc phân họ Arctiinae, họ Erebidae.